# Технічний університет Ільменау
Техні́чний університе́т Ільмена́у (нім. Technische Universität Ilmenau) — один з чотирьох університетів у федеральній землі Тюрингія. Університет розташований в місті Ільменау. Станом на 2011 рік в університеті навчається 7200 студентів. Університет здійснює підготовку спеціалістів за 17 бакалаврськими і 22 магістерськими напрямками. Кількість співробітників університету становить 1995 (станом на 1 грудня 2010 року), з них 98 професорів.

## Факультети
Університет складається з 5 факультетів:
- Факультет електротехніки і інформаційних технологій
- Факультет інформатики і автоматики
- Факультет машинобудування
- Факультет математики і природничих наук
- Факультет економіки

## Історія
Історія університету бере свій початок з моменту заснування в 1894 Тюрингійського технікуму Ільменау, який в 1926 році технікум було перейменовано в Інженерну школу Ільменау. В 1953 на базі технікуму створюється Вища школа електротехніки, яка в 1963 отримує статус Вищої технічної школи, а з 1992 року статус університету.